# Thomas Sjöberg
Thomas Sjöberg   (Helsingborg, 6 de juliol de 1952) fou un futbolista suec de les dècades de 1970 i 1980.
Fou 45 cops internacional amb la selecció de futbol de Suècia amb la qual participà a la Copa del Món de Futbol de 1978.
Pel que fa a clubs, defensà els colors de Malmö FF, Karlsruher SC i Chicago Sting.
Fou entrenador de GIF Nike () i BSC Young Boys (1997-1998, amb Roland Andersson).